# Hotel Willard
El Willard InterContinental Washington, conocido habitualmente como el Hotel Willard (en inglés: Willard Hotel), es un histórico hotel de lujo de estilo Beaux Arts situado en el 1401 de la Avenida Pensilvania noroeste, en Washington D. C. (Estados Unidos). Contiene numerosas habitaciones lujosas, varios restaurantes, el famoso Round Robin Bar, el conjunto de tiendas de lujo llamado Peacock Alley y espaciosos salones para eventos. Propiedad de InterContinental Hotels & Resorts, está dos manzanas al este de la Casa Blanca y dos manzanas al oeste de la estación Metro Center del Metro de Washington.

## Historia
Las primeras estructuras en el 1401 de la Avenida Pensilvania noroeste fueron seis pequeñas casas construidas por el coronel John Tayloe III en 1816. Tayloe alquiló los seis edificios a Joshua Tennison, que las llamó Tennison's Hotel. Los edificios funcionaron como un hotel durante las tres décadas siguientes, pero el arrendatario y su nombre cambiaron varias veces: Williamson's Mansion Hotel, Fullers American House y City Hotel. En 1847, los inmuebles estaban en mal estado y el hijo de Tayloe, Benjamin Ogle Tayloe, estaba desesperado por encontrar un inquilino que los mantuviera y gestionara de manera rentable.
El Hotel Willard fue fundado por Henry Willard cuando alquiló los seis edificios en 1847 y los combinó en un único inmueble, que amplió transformándolo en un hotel de cuatro plantas que llamó Hotel Willard. Willard compró la propiedad a Ogle Tayloe en 1864, pero una disputa sobre el precio de compra y la forma de pago (papel moneda o monedas de oro) condujo a una importante demanda que terminó en el Tribunal Supremo de los Estados Unidos. El Tribunal Supremo resolvió la diferencia en Willard v. Tayloe. 75 U.S. 557 (1869): el precio de compra seguiría siendo el mismo, pero Willard debía pagar en monedas de oro, cuyo valor no se había depreciado, a diferencia del papel moneda.

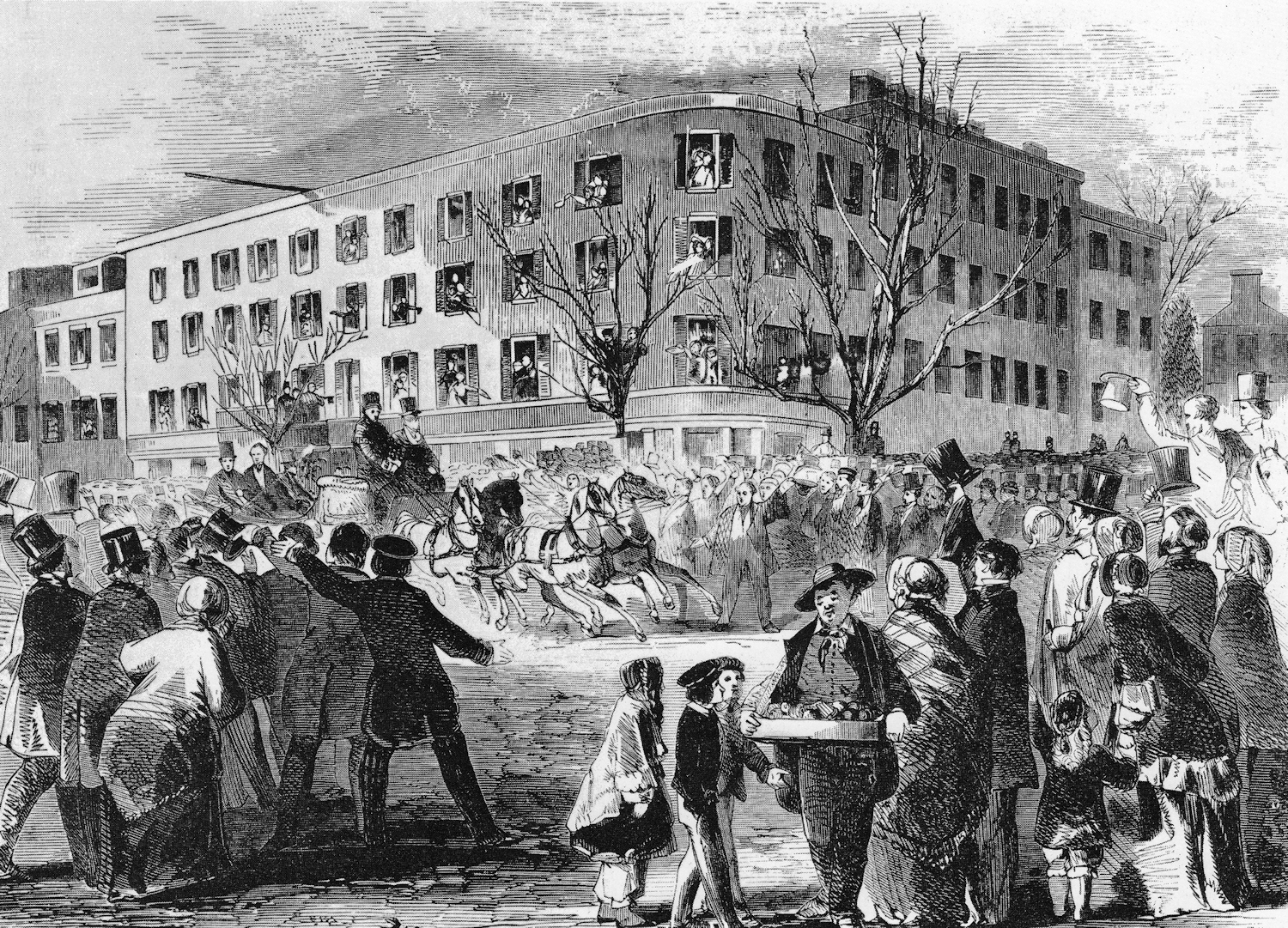
Franklin Pierce sale del Hotel Willard para su investidura presidencial, en marzo de 1853.

El actual edificio de doce plantas, diseñado por el afamado arquitecto de hoteles Henry Janeway Hardenbergh, abrió sus puertas en 1901. En 1922 sufrió un grave incendio, que causó daños por valor de 250 000 dólares (equivalentes a 3 818 588 dólares de 2019). Entre los que tuvieron que ser evacuados del hotel estaban el vicepresidente Calvin Coolidge, varios senadores, el compositor John Philip Sousa, el productor cinematográfico Adolph Zukor, el editor de periódicos Harry Chandler y numerosos otros líderes políticos, empresariales y mediáticos que estaban en el edificio para asistir a la Cena Gridiron de ese año. Durante muchos años el Willard fue el único hotel desde el que se podía visitar fácilmente todo el centro de Washington D. C., y por ello ha alojado a muchos dignatarios a lo largo de su historia.
La familia Willard vendió su participación en el hotel en 1946, y debido a la mala gestión y la decadencia de la zona, el hotel cerró sin previo aviso el 16 de julio de 1968. El edificio permaneció vacío durante años, y se propusieron varios proyectos que implicaban su demolición. Finalmente cayó en una quiebra semipública y fue vendido a la Pennsylvania Avenue Development Corporation, que convocó un concurso para rehabilitarlo, en el que resultaron vencedores la Oliver Carr Company y Golding Associates. Entonces los dos socios trajeron al InterContinental Hotels Group, para que fuera copropietario y operador del hotel. El Willard fue restaurado con su elegancia del cambio de siglo y se añadió un anexo de oficinas. El hotel reabrió sus puertas con una gran celebración el 20 de agosto de 1986, a la que asistieron varios senadores y jueces del Tribunal Supremo. A finales de la década de 1990, el hotel fue sometido de nuevo a una profunda restauración.
En 2007, su diseño le valió figurar en el puesto 76 de la lista America's Favorite Architecture del American Institute of Architects (AIA).

## Huéspedes notables

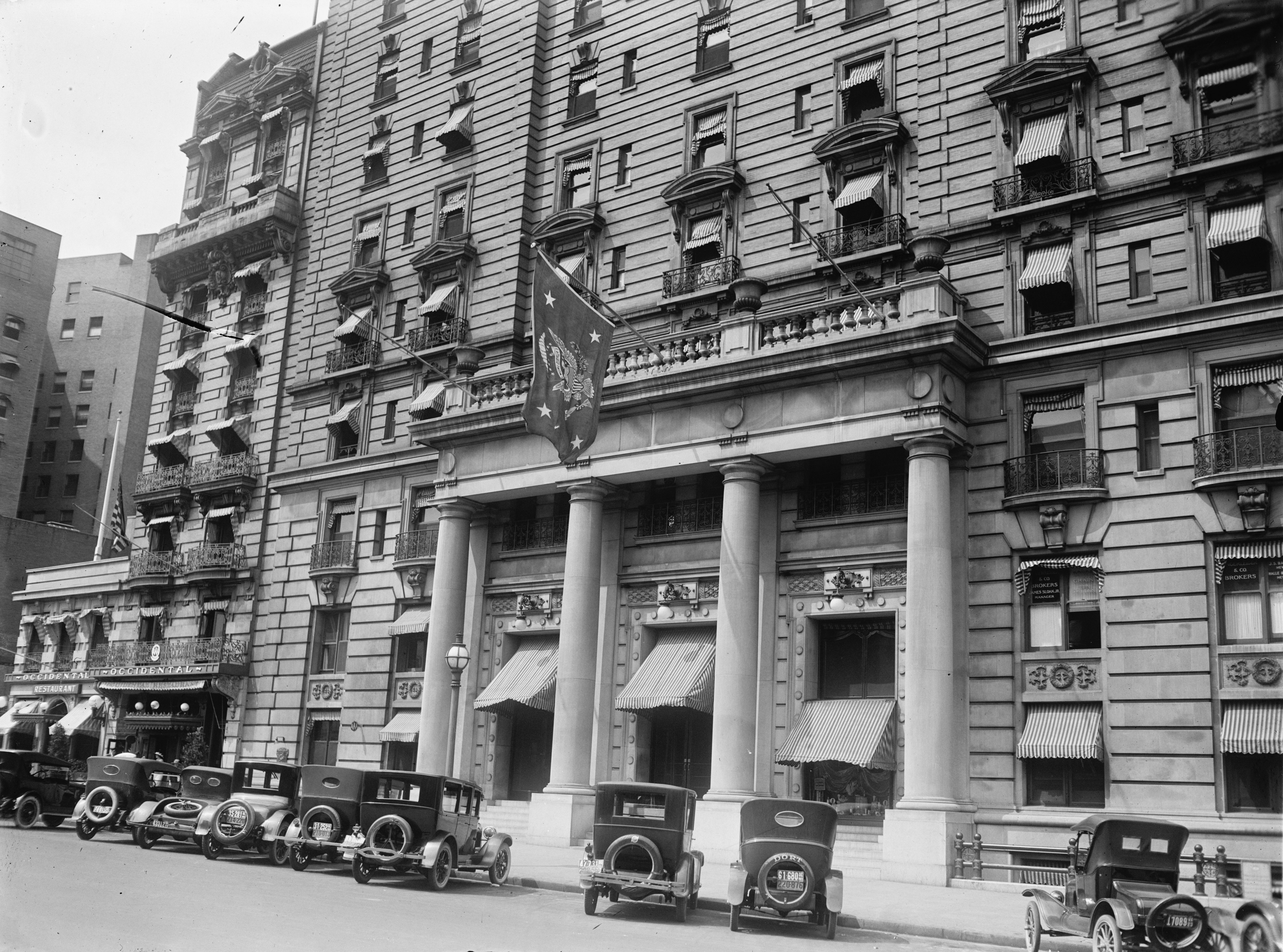
La bandera presidencial ondeando en el Hotel Willard en la década de 1920, para indicar que el presidente de los Estados Unidos se encontraba en él.

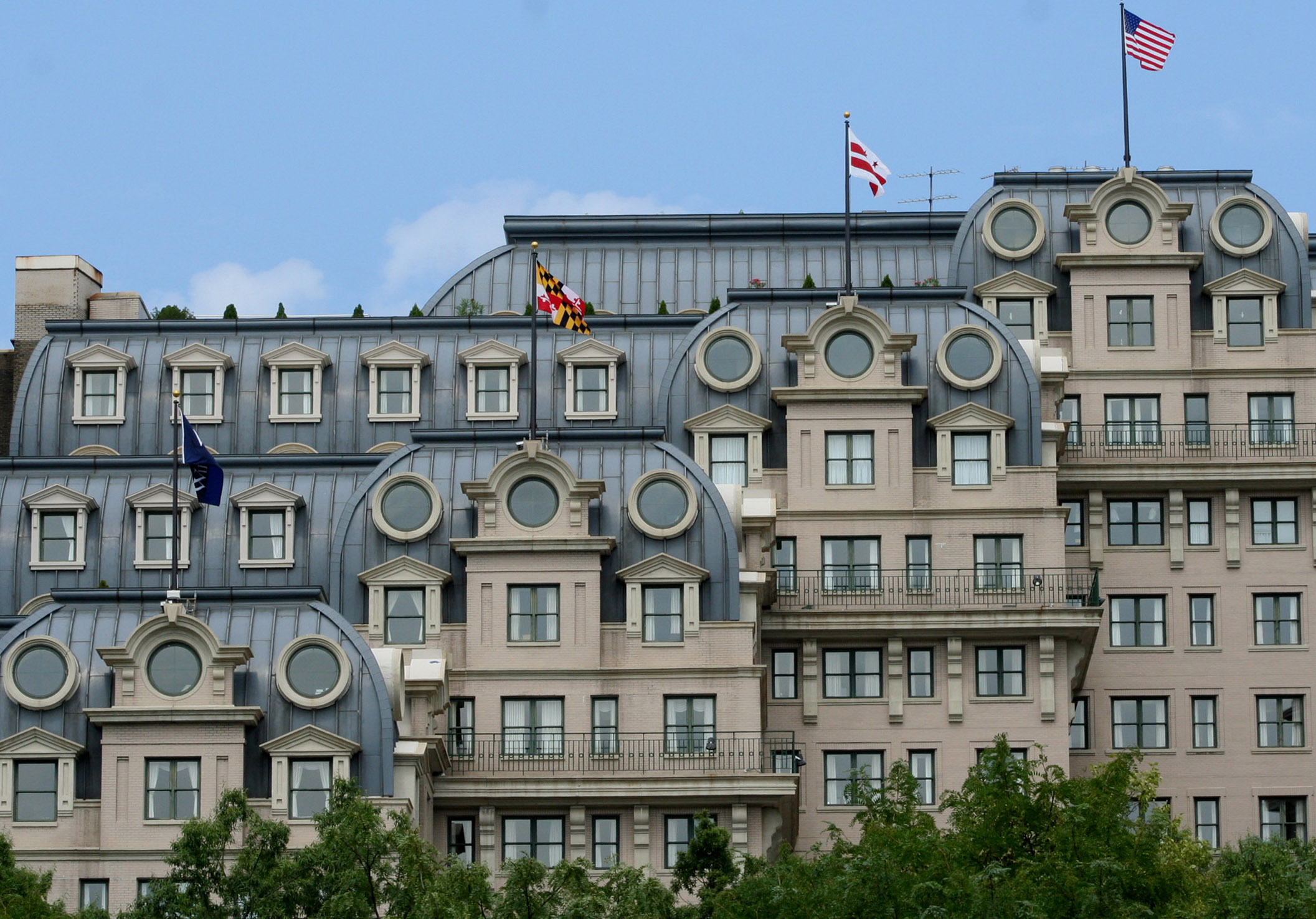
El anexo de oficinas, construido en 1986 y diseñado para mezclarse con el hotel histórico.

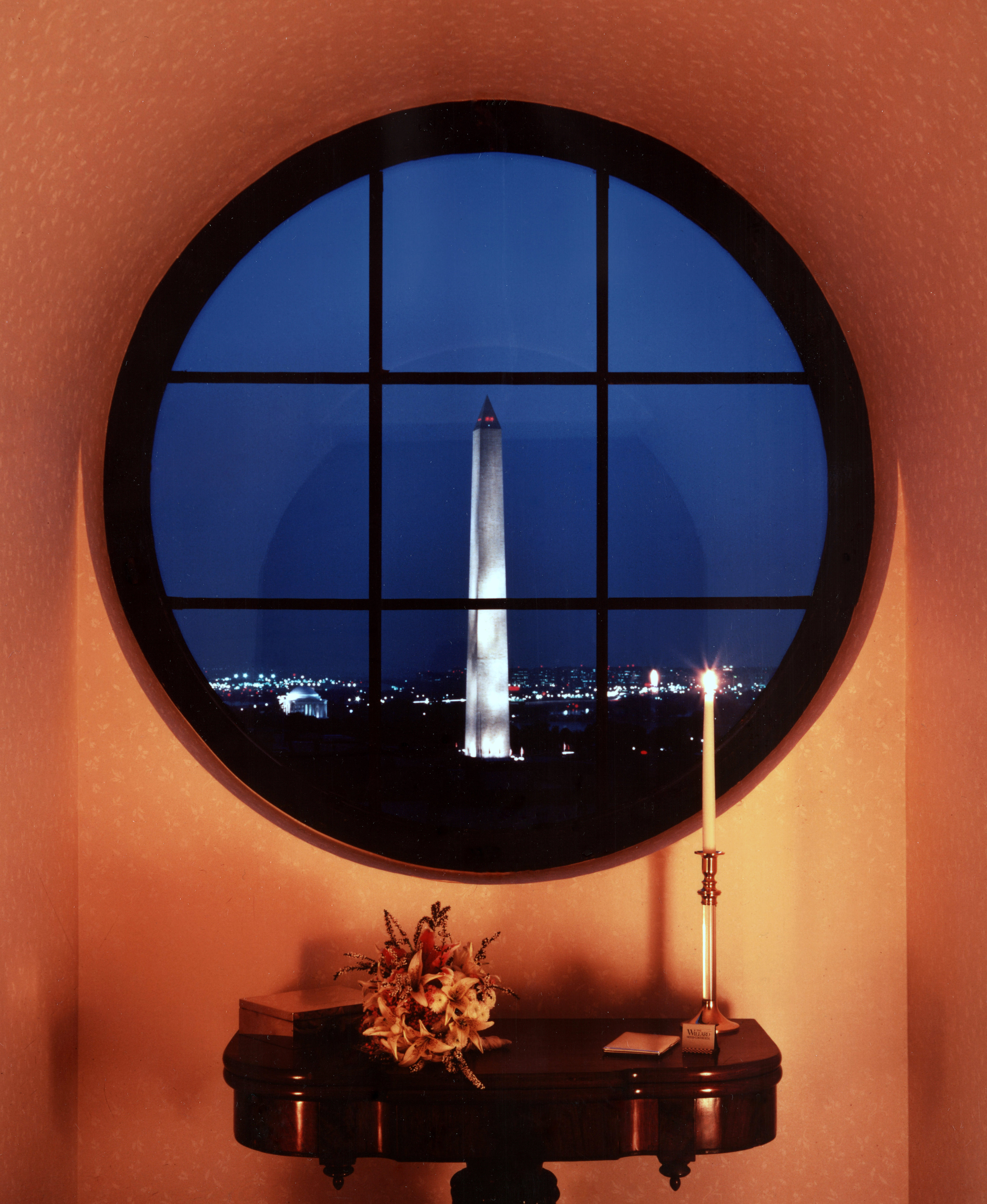
El Monumento a Washington visto desde el Hotel Willard.

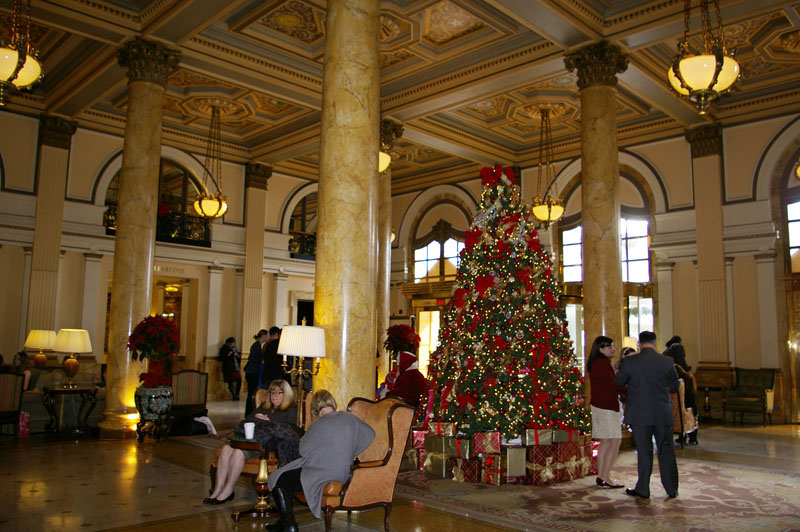
El vestíbulo del Hotel Willard en la Navidad de 2014.

El primer grupo de tres embajadores japoneses en los Estados Unidos se alojó en el Willard en 1860 junto con otros setenta y cuatro delegados internacionales, donde observaron que su habitación de hotel era más lujosa que la residencia del Secretario de Estado de los Estados Unidos. Fue la primera vez que una delegación oficial japonesa viajaba al extranjero, y muchos turistas y periodistas se reunieron para ver a los japoneses, que llevaban espadas.
En la década de 1860, el escritor Nathaniel Hawthorne escribió que «el Hotel Willard podría considerarse el centro de Washington más justamente que el Capitolio, la Casa Blanca y el Departamento de Estado».
Entre el 4 y el 27 de febrero de 1861, el Congreso de la Paz, con delegados de veintiuno de los treinta y cuatro estados, se reunió en el Willard en un último intento por evitar la Guerra de Secesión. Una placa de la Virginia Civil War Commission, situada en el lado del hotel que da hacia la Avenida Pensilvania, recuerda este valeroso esfuerzo. Posteriormente en ese mismo año, tras oír a un regimiento de la Unión cantando John Brown's Body mientras marchaban bajo su ventana, Julia Ward Howe escribió la letra del Himno de Batalla de la República mientras se alojaba en el hotel en noviembre de 1861.
El 23 de febrero de 1861, después de que hubiera recibido varias amenazas de asesinato, el detective Allan Pinkerton introdujo a escondidas a Abraham Lincoln en el Hotel Willard, donde residió hasta su investidura el 4 de marzo, celebrando reuniones en el vestíbulo y llevando a cabo negocios desde su habitación.
Muchos presidentes de los Estados Unidos han frecuentado el Willard, y todos los presidentes desde Franklin Pierce han dormido o asistido a algún evento en el hotel al menos una vez; por ello, el hotel también es conocido como la «residencia de los presidentes». Ulysses S. Grant solía beber whisky y fumar un puro mientras se relajaba en el vestíbulo (en inglés: lobby). La leyenda —promovida por el hotel— afirma que este es el origen del término lobbying, dado que con frecuencia se acercaban a Grant aquellos que buscaban favores. Sin embargo, probablemente esto sea falso, dado que el Webster's Ninth New Collegiate Dictionary data el origen del verbo inglés to lobby en 1837. Grover Cleveland vivió allí al inicio de su segundo mandato en 1893, debido a la preocupación por la salud de su hija tras un reciente brote de escarlatina en la Casa Blanca. Los planes para la Sociedad de las Naciones de Woodrow Wilson tomaron forma en las reuniones de la League to Enforce Peace que se celebraron en el vestíbulo del hotel en 1916.
Seis vicepresidentes han vivido en el Willard durante al menos parte de su vicepresidencia: Millard Fillmore y Thomas A. Hendricks, en el antiguo Willard; y cuatro vicepresidentes consecutivos, James S. Sherman, Thomas R. Marshall, Calvin Coolidge y Charles Dawes, en el edificio actual. Fillmore y Coolidge siguieron en el Willard tras convertirse en presidentes, para dar tiempo a la familia del presidente para que se trasladara de la Casa Blanca. En abril de 1922 se desencadenó un incendio mientras Calvin Coolidge se alojaba en el hotel. Cuando intentó volver a entrar en el edificio, el jefe de bomberos le pidió que se identificara, a lo que contestó: «Soy el vicepresidente». La respuesta del jefe de bomberos fue: «¿De qué eres el vicepresidente?»
Varios centenares de oficiales, muchos de ellos veteranos de combate de la Primera Guerra Mundial, se reunieron por primera vez con el General de los Ejércitos, John J. Pershing, en el Hotel Willard el 2 de octubre de 1922, y fundaron formalmente la Reserve Officers Association (ROA). El primer encuentro registrado de la American Association for Cancer Research fue convocado en el Willard el 7 de mayo de 1907.
En 1935 el hotel fue usado como lugar de confinamiento para William P. MacCracken Jr., Subsecretario de Comercio de Aeronáutica, después de que fuera condenado por desacato al Congreso en el escándalo de Air Mail. Según The Washington Post: «Chesley Jurney, el sargento de armas del Senado, no tenía ningún lugar para retener a MacCracken, quien, tras ser condenado, se presentó en la casa de Jurney y pasó allí la noche. El día siguiente fue confinado en una habitación del Hotel Willard.»
Durante la Segunda Guerra Mundial el gobierno británico alquiló varias plantas del Hotel Willard para que albergaran su organización de suministro. Posteriormente Jean Monnet tuvo allí su oficina. En 1997 se colocó una placa memorial cerca de la entrada del hotel para recordar este episodio.
Martin Luther King escribió su famoso discurso «Yo tengo un sueño» en su habitación del Hotel Willard en 1963, en los días previos a su marcha en Washington por el trabajo y la libertad del 28 de agosto.
Entre los numerosos otros huéspedes famosos del Willard se encuentran P. T. Barnum, Mark Twain, Walt Whitman, el general Tom Thumb, Samuel Morse, el duque de Windsor, Harry Houdini, Gypsy Rose Lee, Gloria Swanson, Emily Dickinson, Jenny Lind, Charles Dickens, Bert Bell, Joe Paterno y Jim Sweeney.
Steven Spielberg rodó el final de su película Minority Report en el hotel en verano de 2001. Grabó con Tom Cruise y Max von Sydow en la Willard Room, el Peacock Alley y la cocina. En el estudio se construyó una réplica de la azotea del edificio de oficinas para la escena final.
El 22 de febrero de 2012, el ministro de asuntos exteriores de Australia, Kevin Rudd, dio un emotivo discurso de dimisión en la Douglas Room del hotel.

## Clasificación
La AAA dio al hotel cuatro diamantes de cinco en 1986. El hotel ha mantenido esa clasificación todos los años, y recibió cuatro diamantes de nuevo en 2016. La Forbes Travel Guide (antiguamente conocida como Mobil Guide) no dio al hotel cuatro ni cinco estrellas en 2016, pero lo añadió a su lista de hoteles «recomendados».